# Tarsonops clavis
Tarsonops clavis là một loài nhện trong họ Caponiidae.
Loài này thuộc chi Tarsonops. Tarsonops clavis được Ralph Vary Chamberlin miêu tả năm 1924.